# Sint-Michielskerk (Košice)
De Sint-Michielskerk (Slowaaks: Kostol svätého Michala), voorheen Sint-Michielskapel genoemd (Slowaaks: Kaplnka svätého Michala), is een kleine eenbeukige gotische kerk in de Slowaakse stad Košice. Ze werd gebouwd in de tweede helft van de 14e eeuw en vervulde voor de nabijgelegen kathedraal de rol van rouwkapel en knekelhuis. De kerk was gedurende vele jaren omringd door een kerkhof dat in 1771 vervangen werd door een klein park. Ze onderging in de loop van de tijd verscheidene veranderingen en vernieuwingen. De belangrijkste vonden plaats in de 15e eeuw en bij de aanvang van de 20e eeuw. In 2006, na de jongste renovatie, werd in de plaats van de titel « kapel » de nieuwe titel « kerk » toegekend.
In 1970 werd de kerk, samen met de kathedraal en de nabijgelegen Sint-Urbanustoren, gekwalificeerd als « nationaal cultureel monument ». 

## Ligging
De kerk is gelegen in het oude stadscentrum (Slowaaks: Staré mesto), tegenover het aartsbisschoppelijk paleis. Ze grenst aan de zuidzijde van de Sint-Elisabethkathedraal en ligt aan het kruispunt van de Hlavná ulica (vertaald: Hoofdstraat), aan de Alžbetiná en aan de Mlynská ulica die naar het treinstation leidt.

## Afmetingen
In vergelijking tot de belendende kathedraal met haar oppervlakte van 1200 m² en een capaciteit van 5000 personen, is de Sint-Michielskerk klein. Haar binnenafmetingen bedragen slechts 9 × 16 meter. De hoogte onder het gewelf is 12 meter en de kerk heeft slechts een capaciteit van 100 personen.

## Geschiedenis

### Bouw
De bouw van de Sint-Michielskapel hield verband met de belendende Sint-Elisabethkerk. Een brand verwoestte in 1380 een deel van de toenmalige romaanse kathedraal. Ingevolge die brand  werden werken aangevat, zowel voor het optrekken van de huidige kathedraal (in gotische stijl), als voor de Sint-Michielskapel. Deze laatste vervulde na haar afwerking in 1400 de rol van rouwkapel inclusief ondergronds knekelhuis. Na voltooiing werden er de begrafenismissen opgedragen, evenals gebedsdiensten voor de zielenrust van overledenen. In het ossuarium werd het stoffelijk overschot van de overledenen neergelegd.
In die tijd bevond de begraafplaats zich in het hartje van de stad, ten zuiden van de kathedraal en ze was reeds 70 jaren in gebruik. De Sint-Michielskapel werd in het centrum van dit kerkhof opgericht. De plaats en de functie van de kapel verklaren waarom aartsengel Michaël de beschermheilige werd: in het middeleeuwse geloof had Michaël immers de taak om de ziel van de overledenen bij het Laatste Oordeel naar waarde te schatten.
De kapel had nog een tweede doch tijdelijke functie. Omstreeks 1440 waren de werken aan de hoofdkerk zodanig gevorderd dat de plaatsing van de gewelven kon aanvangen en de oude romaanse kathedraal kon ontmanteld worden. Tijdens deze activiteiten gebeurden noodgedwongen alle kerkelijke diensten in de Sint-Michielskapel.
Volgens de architecten uit het begin van de 20e eeuw, zoals onder meer Václav Mencl (1905–1978), was de invloed van koning Karel I Robert (1288–1342) en diens zoon Lodewijk de Grote (1326–1382) merkbaar in de Franse, Napolitaanse en Silezische stijlelementen van de bedeplaats.

### Eerste veranderingen

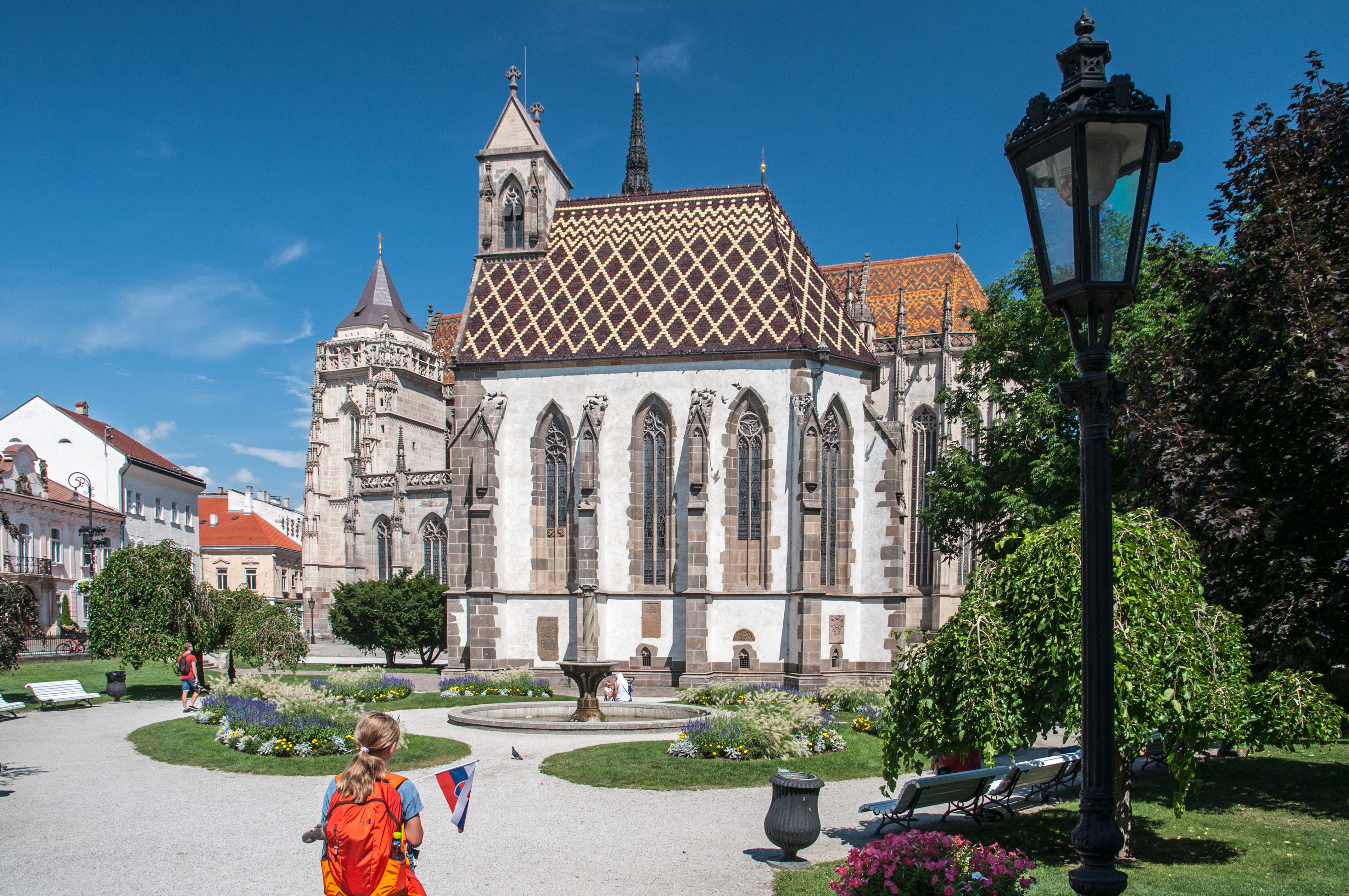
De Sint-Michielskerk (op de voorgrond) werd vlak naast de Sint-Elisabethkathedraal (op de achtergrond) gebouwd.

De kapel onderging belangrijke veranderingen tijdens de 15e eeuw. György Szatmári, afkomstig van Košice en toekomstig aartsbisschop van Esztergom, schonk aan de stad een belangrijke som geld, zowel voor de parochiekerk (de huidige kathedraal) als voor de Sint-Michielskapel. Men construeerde aan de noordkant van de kapel een tweede beuk die bijna even groot was als de kapel zelf. Beide beuken werden met elkaar verbonden bij middel van bogen. Daarbij werd de oorspronkelijke kleine sacristie met de grond gelijk gemaakt en vervangen door een andere. Deze uitbreiding werd genoemd: Szatmárykapel, naar haar mecenas.

### Kerk voor minderheden
De voorspoed die kenmerkend was voor Košice tijdens de middeleeuwen, eindigde  bij de aanvang van de 16de eeuw.
Na de dood van koning Matthias Corvinus kende het koninkrijk Hongarije een successieoorlog waarbij Košice ingenomen werd door de Poolse regent Jan I Albrecht, en voor het eerst in haar geschiedenis (anno 1491) een bombardement beleefde. Daarbij werden zowel de kathedraal als de Sint-Michielskapel zwaar getroffen.
In 1556 woedde er een allesomvattende brand, die niet alleen aan de kapel schade toebracht, maar ook de totaliteit van het zuidelijk en westelijk stadsdeel trof. In datzelfde jaar kwam de kathedraal in de handen  der protestanten, die ze bezetten tot het jaar 1604. Gedurende de periode van protestants overwicht diende de Sint-Michielskapel voor de samenkomsten der katholieken. Later, in de 17e eeuw, was ze gekend onder de naam: "Slowaakse kerk", vermits ze de enige plaats in de stad was, waar de godsdienst in de Slowaakse taal beleden werd.
Na 1771 werd de omringende begraafplaats gesloten en vervangen door een parkje.

### Neogotische restauratie

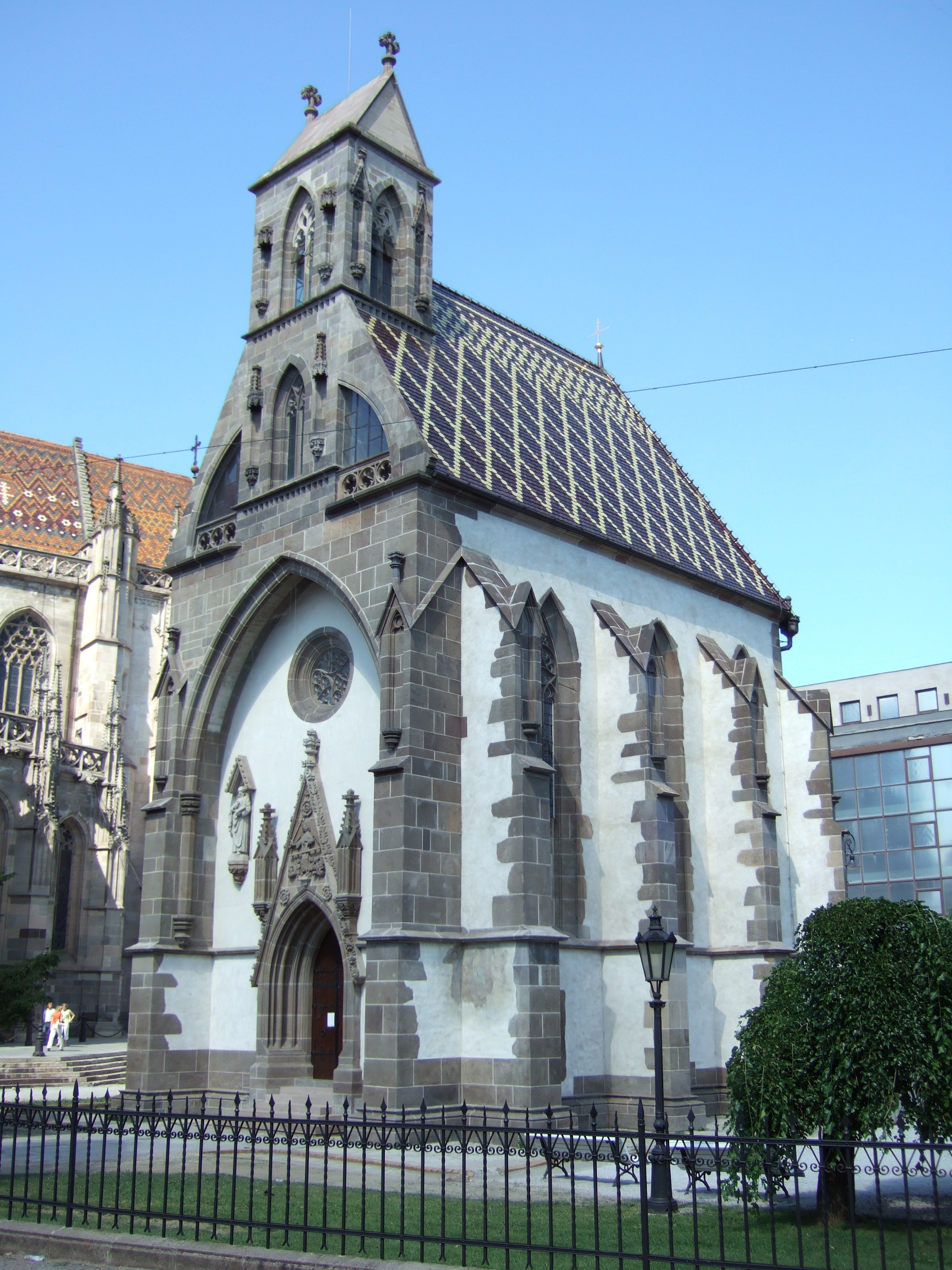
De zuidelijke gevel bestaat uit hoge vensters afgewisseld met steunberen.

In de 19e eeuw kenden de architectuurspecialisten een hernieuwde belangstelling voor de Sint-Michielskapel. Men ondernam een reeks gedeeltelijke renovaties, zoals in 1821, toen de toren en andere details een herstelling ondergingen. Met name architect Imre Henszlmann ontdekte in 1864 fragmenten van muurschilderingen die later opnieuw overdekt werden.
Ter gelegenheid van het honderdjarig bestaan van het bisdom Košice renoveerde men vanaf 1902 tot 1904 nadat de renovatie van de kathedraal in 1896 beëindigd was. Otto Sztehlo die de werken leidde, koesterde de gedachtegang van terugkeer naar de gotische bronnen en originele plans. Hij liet de toegevoegde constructies uit de 15e eeuw slopen, in het bijzonder de Szatmárykapel, en liet de kleine sacristie aan de noordkant op haar oorspronkelijke fundamenten weder opbouwen.

### Bescherming en jongste restauratie
Anno 1970 kreeg het gebouw de titel « Nationaal cultureel monument », gelijktijdig met de Sint-Elisabethkerk en de belendende Urbanustoren.
Na de Tweede Wereldoorlog en tot 1986 was de kapel  slechts eenmaal per jaar voor het publiek toegankelijk, namelijk op de feestdag van Sint-Michaël (29 september). Later, gedurende werken aan de kathedraal, bleef ze gesloten vermits ze als voorlopige opslagplaats voor de schilderijen van de hoofdkerk moest dienen.
In 2002, terwijl aan de kapel nog steeds werken in uitvoering waren, sloeg een bliksem in, op de toren. Om die reden diende een van de twee stenen kruisbeelden te worden vervangen door een kopij. Nadat de tien jaren durende renovatie in 2006 ten einde liep, kreeg de kapel de titel « kerk » en werd ze voor het publiek opnieuw opengesteld.
In 2012 werden er vijf religieuze diensten per week gehouden: drie tijdens de week en twee op zondag, waarvan één in het Engels.

## Beschrijving

### Exterieur
Aan de westelijke gevel bevindt zich de ingang van het gebouw. 
Boven de inkomdeur ziet men een reliëf dat de aartsengel Michaël voorstelt, in zijn strijd met een draak. Aan zijn voeten bemerkt men de aartsengelen Rafaël en Gabriël. 

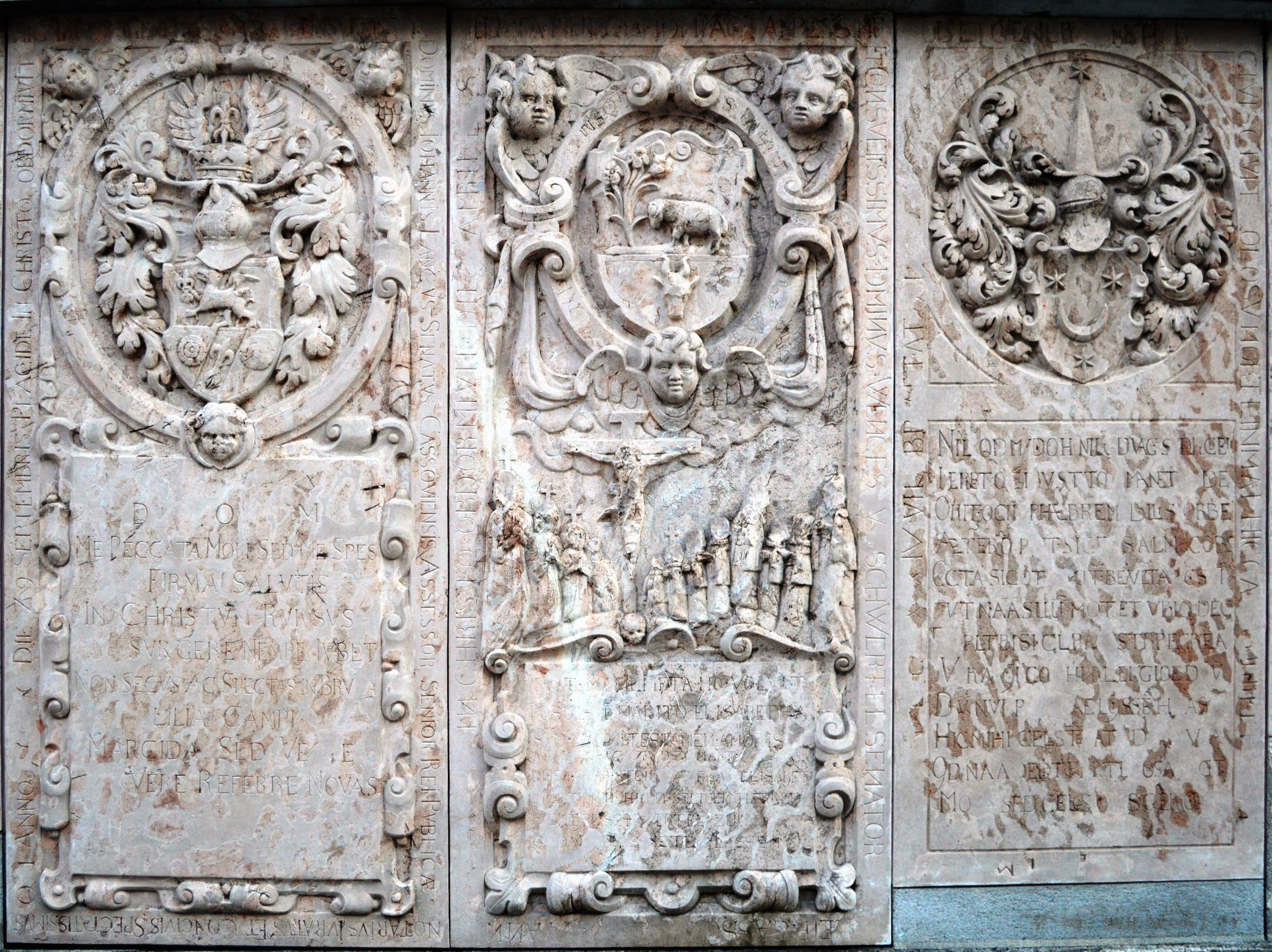
17 grafstenen, herkomstig van het voormalige kerkhof, zijn tegen de gevelmuren aangebracht.

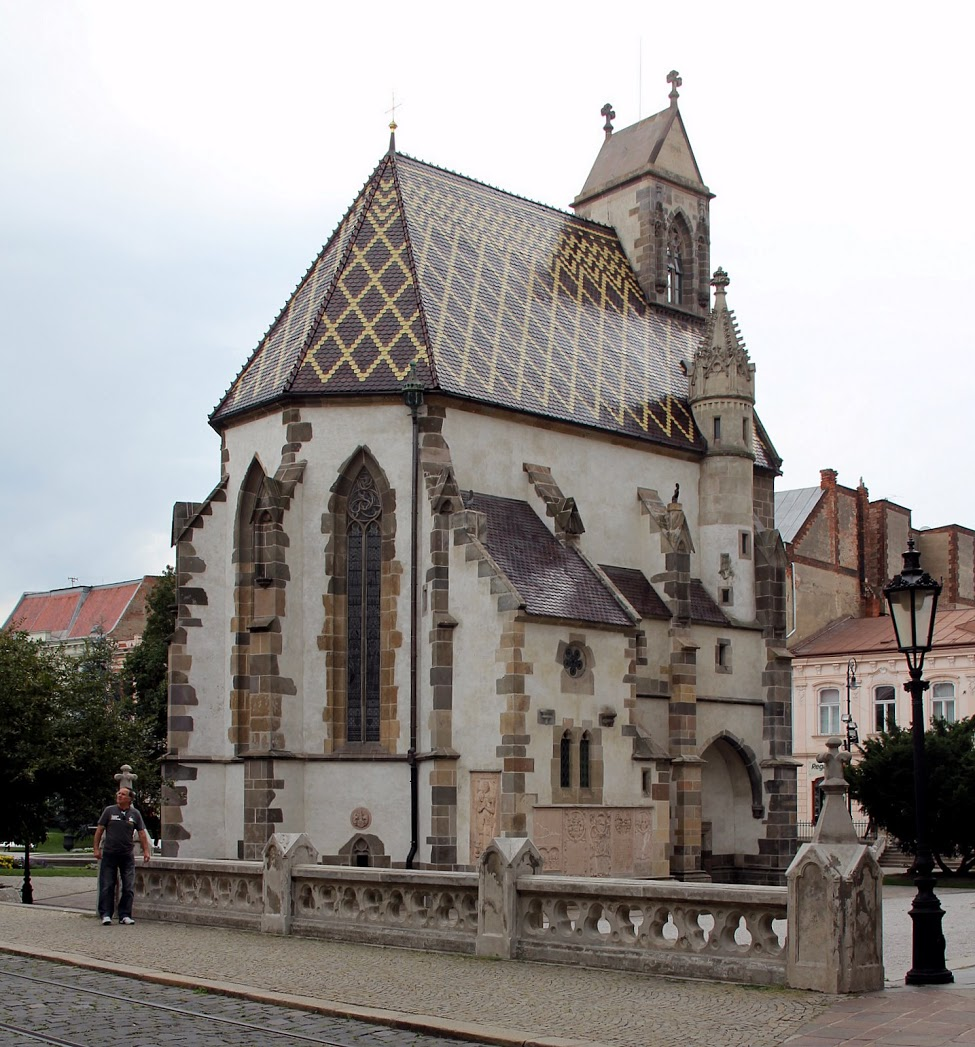
Aan de noordelijke gevel bevindt zich de sacristie en een toren waarin een wenteltrap leidt naar de zolder en de klokkentoren.

Aan de zijkanten van dit reliëf staat links en rechts op een kraagsteen, een sculptuur onder een baldakijn: het ene verbeeldt Sint-Petrus, en het andere Sint-Paulus. Ze werden bij de renovatie in het begin van de 20e eeuw aan de gevel toegevoegd. Boven deze sculpturen ziet men een klein roosvenster.
Een boog overkoepelt het geheel en ondersteunt een kleine rechthoekige klokkentoren met een merkwaardige spits.
De zuidelijke gevel is de eenvoudigste: drie hoge vensters eindigend in een spitsboog wisselen af met steunberen. Aan de oostkant en aan de koorsluiting bemerkt men dezelfde structuur.
Zeventien grafstenen - afkomstig van het voormalige kerkhof - zijn als herinnering aan de doden tegen de gevels aangebracht. 
Laag bij de grond ziet men ook nog kleine openingen die uitmonden in het ossuarium onder de kerk.
De noordelijke gevel, aan de kant van de kathedraal, werd na de sloop van de Szatmárykapel in 1903 gereconstrueerd. Hier zijn - in tegenstelling tot de oostelijke en de zuidelijke gevel - geen grote vensters. In de plaats daarvan is - tussen twee steunberen - de originele sacristie heropgebouwd.
Verder onderschragen drie steunberen twee bogen die op hun beurt een kleine gang dragen welke naar een bescheiden cilindervormige toren leidt. Daarin bevindt zich een wenteltrap voor de toegang naar de zolder en de klokkentoren.

### Interieur

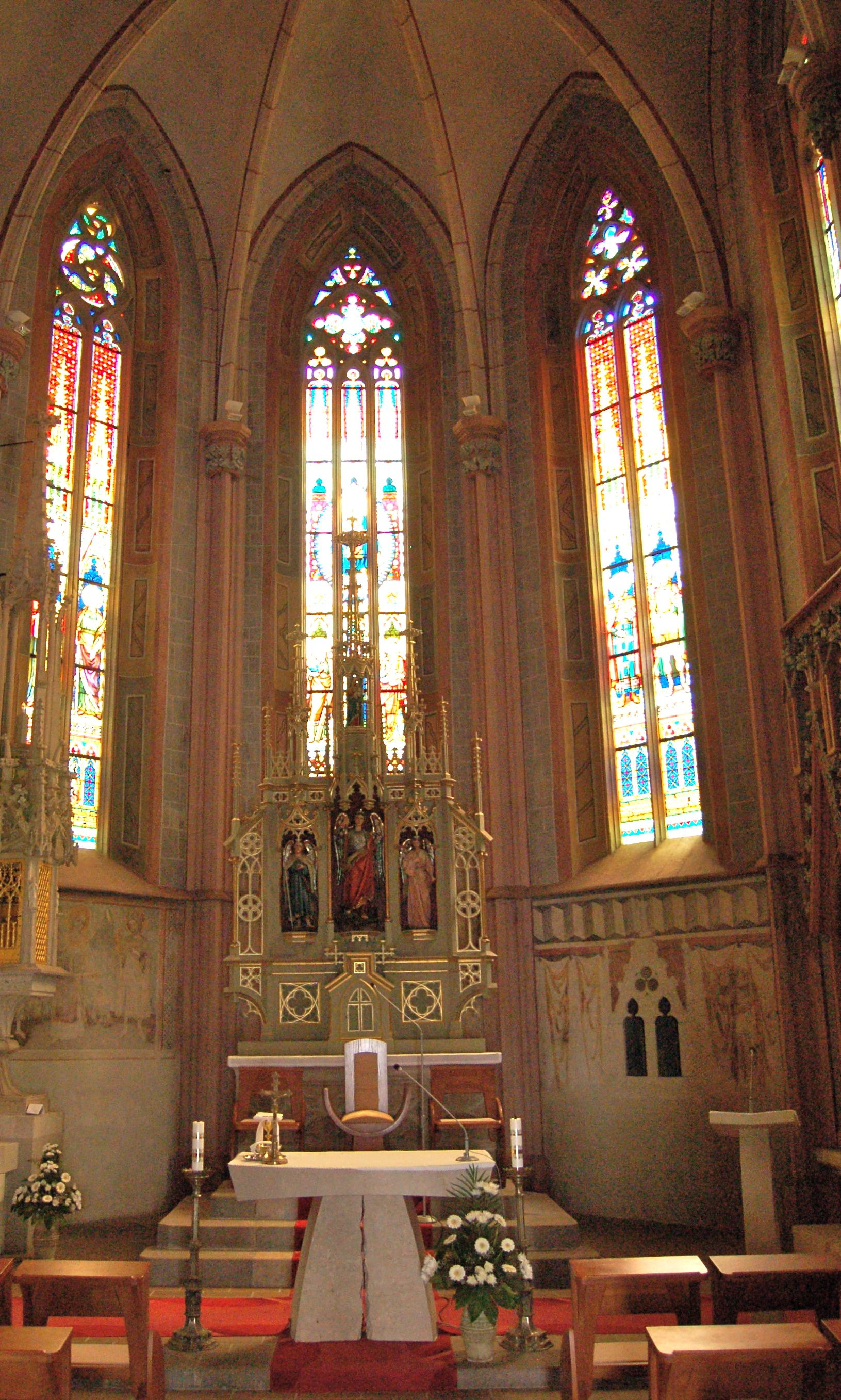
Achter het altaar bevindt zich een retabel, met in het midden de aartsengel Michaël en aan zijn zijden Gabriël en Rafaël.

Het interieur bestaat slechts uit één beuk.
Boven de ingang is een oksaal dat gedragen wordt door twee zuilen met rijkelijk versierde kapitelen. Daartegenover bevindt zich -op korte afstand- het koor. Hoog op de noordelijke muur, links van het koor, zijn sporen van middeleeuwse muurschilderingen zichtbaar. Iets lager bemerkt men - op dezelfde muur - een 19e-eeuwse replica van een dergelijk fresco. Een deuropening verleent toegang tot de kerkenkamer.
Meer naar boven is een tribune met een stenen reling gebouwd, met daarin de oudste reliëfvoorstelling van het wapenschild van Košice.
Achter het altaar schittert een retabel, dat in het midden de aartsengel Michaël voorstelt, en aan zijn zijden Gabriël en Rafaël. Meer naar boven, onder de spits, ziet men een voorstelling van de Maagd en het Kind.
Een monumentaal tabernakel in bewerkte steen, rustend op een stenen voetstuk, staat opgesteld tussen het retabel en de sacristiedeur.
Tegen de zuidelijke muur is met bloemenmotieven versierd gestoelte opgesteld.
De decoratieve glas-in-loodramen zijn afkomstig van verscheidene episodes uit de middeleeuwen, met uitzondering van het vernieuwde roosvenster boven de ingang.
De kelder met een toegangsdeur aan de noordelijke gevel, dient als knekelhuis. Hij is gebouwd uit steenmetselwerk en is bij middel van halfronde bogen met pijlers in twee verdeeld. Hier werden op het einde van de 18e eeuw, bij de ontmanteling van het kerkhof, grafgewelven gecreëerd teneinde de laag beenderen (van ongeveer anderhalve meter hoogte) op te bergen.